# Међународни савет музеја
Међународни савет музеја (енгл. International Council of Museums, ICOM, српска скраћеница: МСМ), основан 1946. године, је једина глобална организација музеја и музејских стручњака, посвећена промоцији и заштити природног и културног наслеђа, садашњег и будућег, материјалног и нематеријалног. Са око 30.000 чланова у 137 земаља, МСМ мрежа музејских стручњака који делују у широком спектру музеја и наслеђа, и њихових дисциплина.
Међународни савет музеја одржава формалне односе са Унеском и има консултативни статус при Економском и социјалном савету Уједињених нација. Основан 1946. године, ICOM је такође партнер са субјектима као што су Светска организација за интелектуалну својину, Интерпол, и Светска царинска организација како би извршили своје међународне мисије јавних услуга, које укључују борбу против нелегалног промета културним добрима и промовисање управљања ризиком и спремности за ванредне ситуације за заштиту светске културне баштине у случају природних катастрофа или катастрофа које је проузроковао човек. Чланови ICOM-а добијају чланску карту ICOM-а, која омогућава бесплатан улаз или улаз по сниженој цени у многе музеје широм света.

## Преглед
Основан 1946. ICOM је невладина организација која одржава формалне везе са УНЕСКО-м и има саветни статус у тој организацији. Међународни савет музеја је такође партнер са организацијама као што су Светска организација за интелектуалну својину, ИНТЕРПОЛ и Светском царинском организацијом, како би извршила своје међународне мисије, које укључују борбу против незаконитог промета културних добара и промовисању управљања ризицима и хитне спремности заштите светске културне баштине у случају природних или вештачких катастрофа.

## Историја
ICOM води своје корене до угашене Канцеларије за међународне музеје (OIM (Office internalional des musées)), коју је 1926. године створила Лига народа. Агенција Лиге Међународна комисија за интелектуалну сарадњу, као и многе иницијативе Лиге, OIM је распуштен након Другог светског рата, а његове активности је касније преузео ICOM.

## ICOM етички кодекс за музеје
ICOM је 1986. усвојио свој етички кодекс за музеје, референтни алат који поставља стандарде изврсности којих се морају придржавати сви чланови организације. ICOM-ов етички кодекс за музеје, преведен на 39 језика и ревидиран 2004. године, успоставља вредности и принципе које деле ИЦОМ и међународна музејска заједница. Ови стандарди саморегулације музеја обухватају основне принципе управљања музејима, набавку и располагање збиркама и правила професионалног понашања.
Године 2019, након 25. Генералне конференције ICOM-а донета је одлука да Кодекс треба размотрити и ревидирати ако је потребно. Процес ревизије је у току и њиме координише ICOM-ов Стални комитет за етику (ETHCOM), посебно тело ICOM-а које се бави етичким питањима која се односе на музеје.

## Црвене листе
ICOM од 2000. године објављује своје Црвене листе за борбу против недозвољеног промета културним добрима који наноси значајну штету баштини, посебно у регионима света где су културна добра најподложнија крађи и пљачки. Подршка борби против недозвољене трговине културним добрима је међу највишим приоритетима ICOM-а, а Листе подижу свест о кријумчарењу и недозвољеној трговини културним предметима. Црвене листе ICOM-а су алати дизајнирани да помогну полицијским и царинским службеницима, стручњацима за наслеђе и трговцима уметности и антиквитетима да идентификују врсте предмета који су најподложнији незаконитој трговини.
Према подацима из 2023. године, ICOM је већ објавио црвене листе за многе различите земље и регионе:
- Авганистан
- Африка
- Бразил
- Камбоџа
- Централна Америка и Мексико
- Кина
- Колумбија
- Доминиканска република
- Египат
- Хаити
- Ирак (и ажурирање из 2015.)
- Латинска Америка
- Либија
- Мали и Западна Африка
- Перу
- југоисточна Европа
- Сирија
- Украјина
- Јемен

Црвене листе нису листе украдених предмета, већ су алати за подизање свести који идентификују категорије културних објеката који могу бити изложени крађи и промету. Оне помажу појединцима, организацијама и органима власти, као што су полицијски или царински службеници, да идентификују ризичне предмете и спрече њихову илегалну продају или извоз. Културна добра приказана на листама су инвентарисани предмети у оквиру збирки признатих институција. Они служе да илуструју категорије културних добара које су најосјетљивије на недозвољени промет.
ICOM објављује Црвене листе уз научну сарадњу домаћих и међународних стручњака и подршку посвећених спонзора, како би покрио најугроженија подручја света у погледу нелегалне трговине културним објектима. Листе се објављују на различитим језицима у складу са контекстом сваке листе. Између осталих успешних прича, ови алати су допринели идентификацији, опоравку и реституцији хиљада културних објеката из Ирака, Авганистана и Малија.

## Музејски програм за хитне случајеве
ICOM је посвећен да културним институцијама пружи неопходну подршку и алате за превенцију ризика када се суоче са конфликтним ситуацијама или природним катастрофама. Кроз своју радну групу за помоћ у случају катастрофа за музеје (DRTF), свој програм за хитне случајеве музеја (MEP) и своју активну улогу у Плавом штиту, ICOM помаже музејима широм света мобилишући своје ресурсе брзо и ефикасно како би пружио подршку у превенцији и санирању последица катастрофалних ситуација.

## Међународни дан музеја
Сваке године од 1977. ICOM организује Међународни дан музеја, светски догађај који се одржава око 18. маја. Од Америке и Океаније до Европе, Азије и Африке, Међународни дан музеја има за циљ да повећа свест јавности о улози музеја у развоју друштва.

## Комитети
ICOM управља са 32 међународна одбора за низ музејских специјалности, који спроводе напредна истраживања у својим областима за добробит музејске заједнице.
- AFRICOM – Међународни савет афричких музеја
- AVICOM – Аудио-визуелне и нове технологије и друштвени медији
- CAMOC – Музеји градова
- CECA – EОбразовна и културна акција
- CIDOC – Документација
- CIMCIM – Музеји и збирке инструмената и музике
- CIMUSET – Наука и технологија
- COMCOL – Сакупљање
- COSTUME – Међународни комитет за музеје и збирке костима[18]
- DEMHIST – Историјски музеји кућа
- GLASS
- ICAMT- Архитектура и музејске технике
- ICDAD – Декоративна уметност и дизајн
- ICEE – Размена изложби
- ICFA – Ликовна уметност
- ICLM – Књижевни музеји
- ICMAH – Археологија и историја
- ICME – Етнографија
- ICMEMO – Меморијални музеји
- ICMS – Музејска безбедност
- ICR – Регионални музеји
- ICOFOM – Музеологија[19][20]
- ICOMAM – Оружје и војна историја
- ICOM-CC – Конзервација
- ICOMON – Музеји новца и банкарства
- ICTOP – Обука кадрова
- INTERCOM – Управа
- NATHIST – Природна историја
- ICOM MPR (Међународни комитет за маркетинг и односе са јавношћу): овај комитет је основао Јан Јелинек 1977. године и пружа обуку за музејске професионалце у области маркетинга и комуникација, путем годишњих конференција и редовног онлајн билтена.[21] Недавна конференција одржана је у Јерменији 2015. године, са темом „Трендови у настајању“.[22] Претходне конференције одржане су у Тајвану, Рио де Жанеиру, Палерму, Брну, Шангају, Москви и Јасној Пољани, и Паратију и Рио де Жанеиру.[23] Одбор MPR-а се састоји од стручњака из музеја за маркетинг и комуникације из неколико земаља. Сваки члан се бира на 3-годишњи мандат на Генералним конференцијама ICOM-а.[24]
- UMAC – Универзитетски музеји
- Међународни савет афричких музеја

ICOM такође обухвата 118 националних комитета који обезбеђују да се интереси организације остварују у њиховим земљама. Национални комитети представљају своје чланове у оквиру ICOM-а и доприносе имплементацији програма организације.

## Генерална конференција
Генерална конференција ICOM-а одржава се сваке три године и окупља музејске професионалце из неколико земаља. Први састанак одржан је у Паризу 1948. Последњих година Генералне конференције одржане су у Сеулу 2004. (први састанак у Азији), у Бечу 2007. и у Шангају 2010. Ова 22. Генерална конференција у Шангају уследила је након Светске изложбе на којој је ICOM-ов павиљон свечано отворен и назван „Музеји, срце града“.